# Sergio Domínguez Muñoz
Pour les articles homonymes, voir Domínguez et Muñoz.
Domínguez  Muñoz est un nom espagnol. Le premier nom de famille, en général paternel, est Domínguez ; le second, en général maternel, souvent omis, est Muñoz.
Sergio Domínguez Muñoz,  né le 12 avril 1986 à Yecla, est un coureur cycliste espagnol.

## Biographie
La saison 2009 de Sergio Dominguez a été marquée par une chute lors de l'antépénultième étape du Tour d'Espagne.

## Palmarès
- 2007
  - 4e étape de la Bizkaiko Bira (es)
  - 2e du championnat d'Espagne du contre-la-montre espoirs

## Résultat sur le Tour d'Espagne
- 2009 : abandon (19e étape)